# معركة عمال (1840)
معركة عمال أو معركة جراح في أفريل 1840م شملت أرجاء الجنوب الشرقي لمدينة الجزائر في منطقة عمال.

## المعركة
باشر الخليفة «أحمد بن سالم» غداة هزيمة معركة متيجة في يوم 31 ديسمبر 1839م بالتمركز والتحصن في مرتفعات خميس الخشنة وجبل الخشنة من أجل مراقبة القوات الفرنسية والتحرش بالجنود والمستوطنين المتواجدين في متيجة.
وقد اتخذ «أحمد بن سالم» من «جبل زروالة» مكانا لمراقبة مواقع الاستيطان الفرنسي جنوب منطقة الرغاية وقطع الطريق أمام الدوريات العسكرية الفرنسية، إلا أن طلقات المدفعية كانت كفيلة في كل مرة بتفريق الفرسان والجنود الجزائريين وقتل خيولهم.
واستمرت بذلك حرب العصابات والمناوشات والهجومات المباغتة بين الجزائريين والفرنسيين انطلاقا من «جبل زروالة» إلى غاية انسحاب «أحمد بن سالم» في 5 جانفي 1840م نحو «جبل جراح» في عمال.
فقام الماريشال فالي بالهجوم على قبائل «جبال عمال» في «وطن الخشنة» بتاريخ 18 أفريل 1840م ليطارد قوات الخليفة «أحمد بن سالم» المتحصنة قرب وادي يسر و«مضيق الأخضرية».
وقد اقتحم الماريشال فالي في الليلة من 18 إلى 19 أفريل 1840م مضارب «قبائل عمال» مع جنوده ليسلب منهم 1.000 ثور و300 كبش.
وكانت هذه القبائل الزواوية تقع تحت سلطة الخليفة «أحمد بن سالم» بحكم أنها تنتصف المسافة بين مدينة الجزائر والبويرة (برج حمزة) أين توجد عاصمة «مقاطعة حمزة» التابعة لدولة الأمير عبد القادر.
وقد تم اقتياد موكب الجيش الفرنسي انطلاقا من منطقتَيْ خميس الخشنة (الفندق) و«أولاد هداج» (قارة مصطفى) قرب وادي قدارة عبر تجميع حوالي 4.000 جندي فرنسي بالإضافة إلى 4 مدافع جبلية قبل التوجه نحو جبال عمال.
وجاءت هذه الحملة كانتقام من «أحمد بن سالم» الذي أوعز إلى حلفائه في عمال بالتوغل في متيجة حتى مشارف الحراش أين قاموا بالاستيلاء على قطيع من مواشي المستوطنين الفرنسيين في بداية شهر أفريل 1840م.
فقام «أحمد بن سالم» فورا بنجدة زواوة عمال والهجوم على قوات الماريشال فالي في 19 أفريل 1840م أين استطاع قتل بعض الجنود الفرنسيين في القوات الخلفية.
وكان نقيب الأركان العسكرية «فيولونوف» (بالفرنسية: Villeneuve)‏ قد سقط مُثخنا بجراحه الخطيرة أثناء هذه المعركة.

## مكتبة الصور

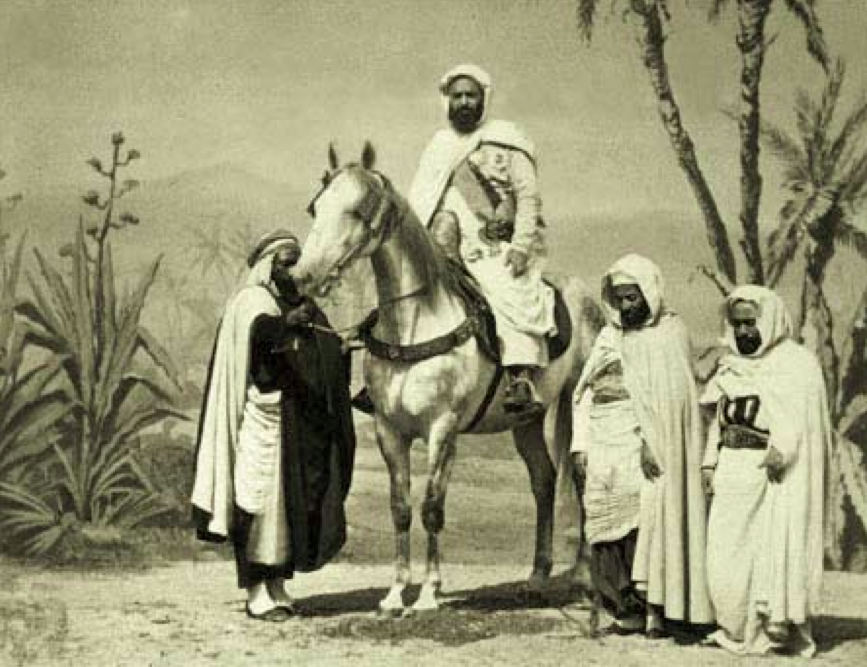
الأمير عبد القادر
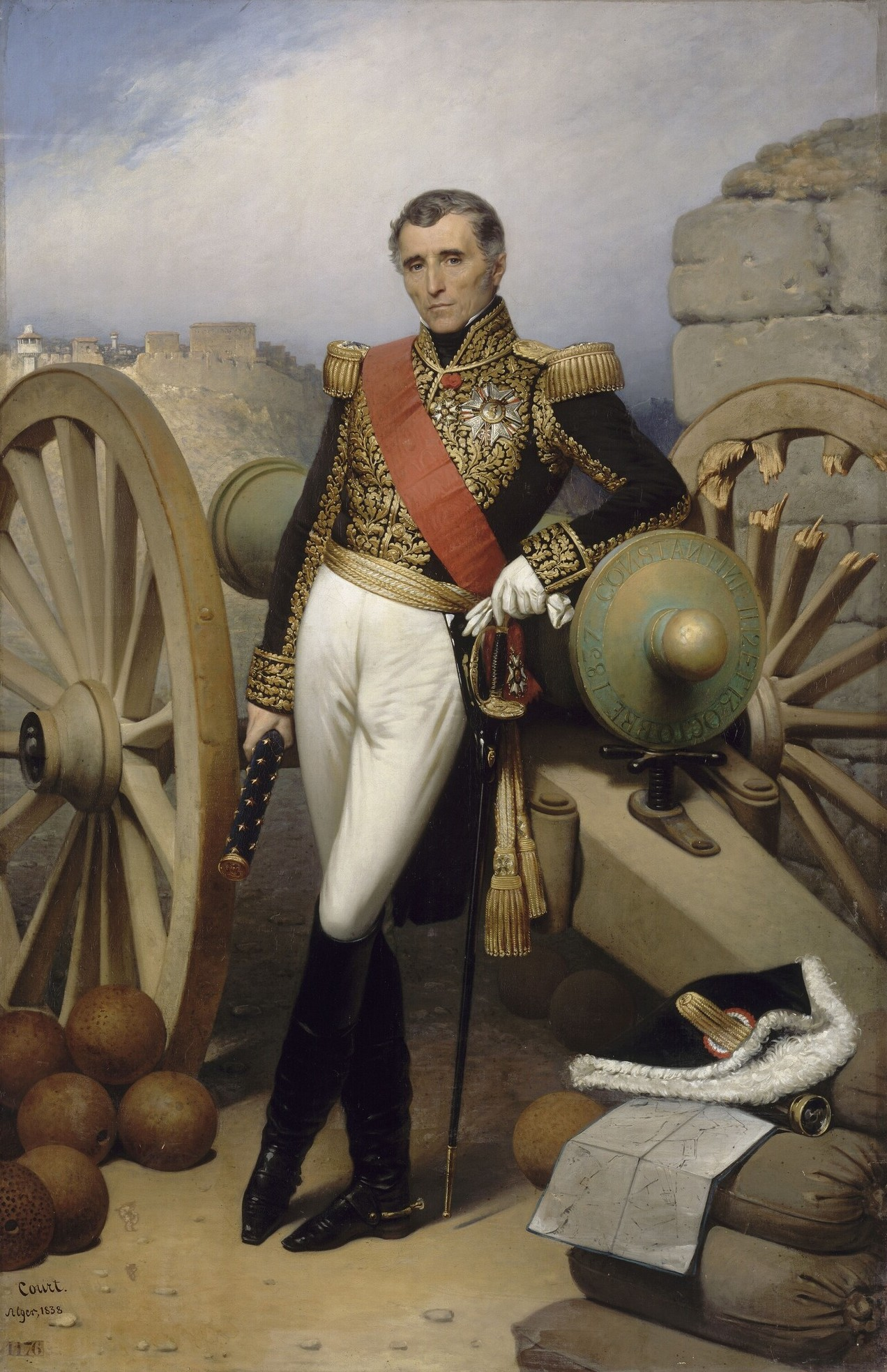
سيلفان شارل فالي